# Mefistofele
A Mefistofele Arrigo Boito olasz zeneszerző egyetlen befejezett operája. 1868. március 5-én mutatták be a milánói Scalában, az operairodalom viszonylag gyakran játszott darabja.
Mefistofele a Faust-legendát feldolgozó komolyzenei alkotások közé tartozik, hasonlóan Gounod Faustjához, Liszt Faust-szimfóniájához vagy Berlioznak a Faust elkárhozása című művéhez. Más zeneszerzőkhöz hasonlóan Boito műve is Goethe drámai költeményén alapszik. Boito Wagner nagy csodálója volt, és hozzá hasonlóan saját maga írta az opera szövegkönyvét is.
A darab az 1868-as bemutatón megbukott. A közönségnek még a premier előtt tudomására jutott, hogy Boito műve különbözik az olasz opera hagyományaiban megszokottaktól, és erre ellenségesen reagált. A különösen népszerűtlen jelenetek (például a császári udvarban játszódó) mellett maga a mű hossza is nehézséget jelenthetett a közönségnek. Valószínűleg az énekesek is másodrangúak voltak. Az operát két előadás után levették a műsorról.
Boito jelentősen átdolgozta művét, és ezt a változatot 1875-ben mutatták be Bolognában, most már kiváló énekesekkel. Boito sokat húzott az eredeti változatból, és a megmaradó jeleneteket is kisebb léptékűre vette. Faust szerepét baritonról tenorra írta át. Az előadás nagy siker volt. A közönség reakciójának változását egyrészt azzal lehet magyarázni, hogy az operának ez a változata közelebb állt az olasz operai tradícióhoz, másrészt a publikum már jobban ismerte és elfogadta az elsősorban Wagner nevéhez fűződő modern fejleményeket. 1876-ban Boito további kisebb változtatásokat végzett művén. Ezt az – immár végleges – verziót 1876. május 13-án mutatták be Velencében. Magyarországon 1882-ben mutatták be először. Manapság valószínűleg Gounod Faustja után ez a második legnépszerűbb olyan dalmű, amely Goethe Faustján alapul.
A Faithless a Drifting Away (1997) című számában feldolgozta Margherita III. felvonásbeli áriájának („L'altra notte in fondo al mare”) egy részletét.